# Insubordinación

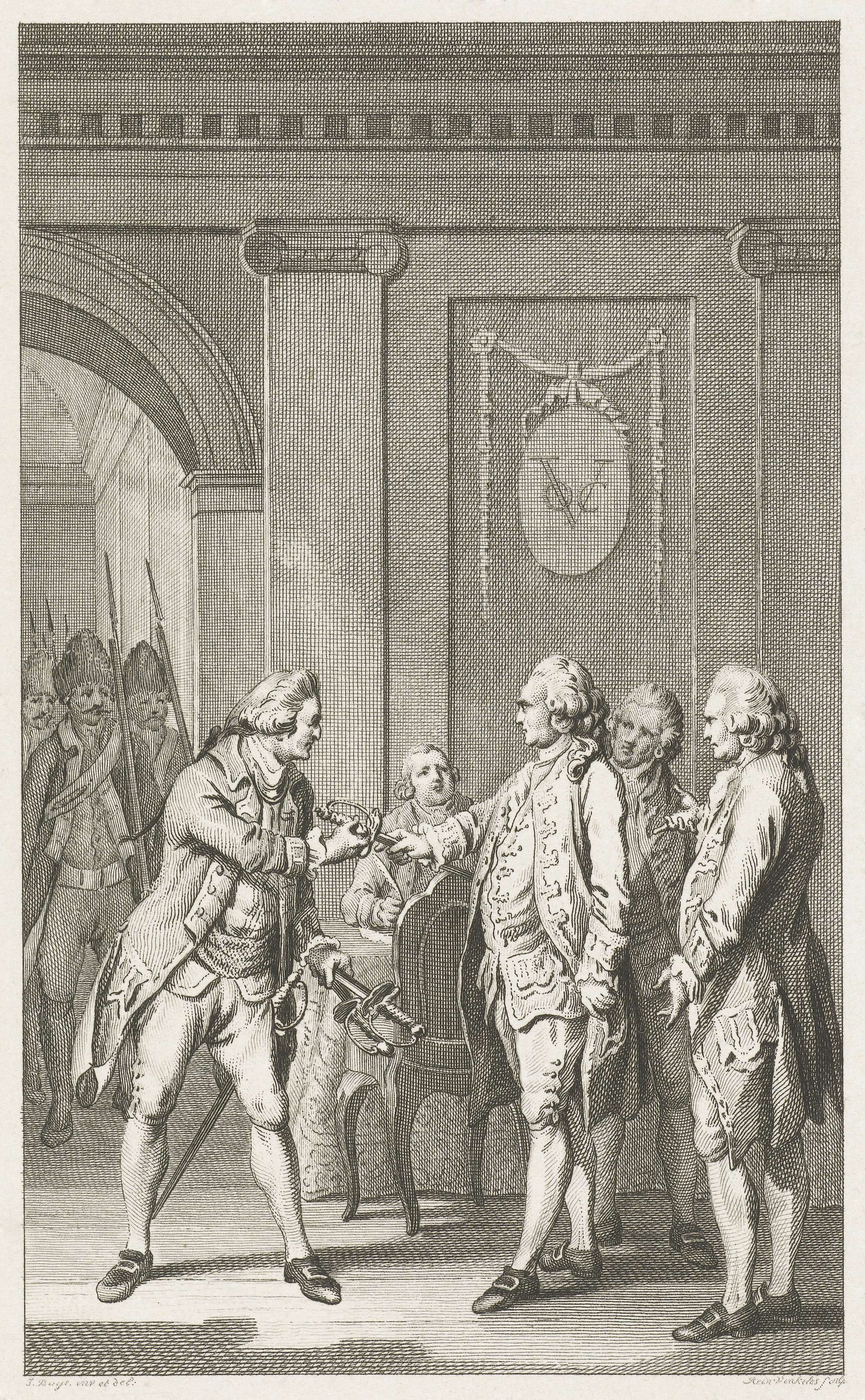
El arresto de tres representantes de la VOC en Batavia en 1741

La insubordinación es el acto de un subordinado que deliberadamente desobedece el orden legal, y que típicamente, es un delito sancionado en las organizaciones jerárquicas. 